# Hervé Toumandji
Hervé Toumandji, född 23 juni 1994, är en friidrottare från Centralafrikanska republiken. Han deltog vid olympiska sommarspelen 2024.